# (2426) Simonov
(2426) Simonov (1976 KV) – planetoida z pasa głównego asteroid okrążająca Słońce w ciągu 4,96 lat w średniej odległości 2,91 au. Odkryta 26 maja 1976 roku.